# VITER
«VITER» — український фолк-метал гурт зі Львова, заснований 2010 року.

## Історія

### 2010–2011
Гурт був заснований навесні 2010 року у Львові.
На початку гурт складався всього із чотирьох учасників — Юліана Мицика — засновника гурту (спів, гітари, бас), Андрія Копильчака (ударні), Олександра Яремчука (гітара) і Олега Біблого (клавішні). У той час Юліан займався виготовленням унікальних музичних інструментів із отруйної рослини «борщівника», і йому не терпілось впровадити ці довжелезні 3-х метрові дудки в діяльність нового колективу.
Товариством було вирішено не йти по второваних шляхах більшості гуртів, що грають фолк змішаний із рок та метал музикою, а розпочати пошук свого унікального звучання та вигляду. Гурт було названо VITER, що влучно символізувало звільнення від усіляких стилістичних рамок та кордонів.
У такому складі гурт невдовзі записав демо «Dzherelo» до якого увійшло чотири пісні. У той час стиль гурту найбільше нагадував фолк метал із значним впливом  готики, пост року, індастріалу та борщівника. Диск вийшов у вигляді EP на російському незалежному лейблі Casus Belli Musica і отримав величезну слухацьку підтримку. Незабаром гурт опублікував знятий власноруч кліп на титульну композицію «Dzherelo». На фотографіях учасники гурту повстають із епічними довжелезними трубами із борщівника, що вражали слухацьку уяву і горобців на деревах.
Надихнений успіхом колектив в дещо зміненому складі записує міні-альбом разом із ансамблем середньовічної музики Kings & Beggars. На диску були представлені спільні та окремі композиції обох гуртів, а також контроверсійна і трішки божевільна версія української народної пісні «Чичері» виконана VITER. Ця композиція без сумнівів лежить у витоках сучасного стилю гурту — FOLK'N'DUSTRIAL. Диск вийшов у 2011 році, із картиною майстра табуйованих тем — Юрія Коваля на обкладинці. Здивована публіка із нетерпінням чекала на перший повноформатний альбом гурту.

### 2012-Наші дні
В цей період склад гурту нарешті стає стабільним і дотепер має такий вигляд: Юліан Мицик — вокал, фольк інструменти, Святослав Адепт — гітара, бек вокал, фольк інструменти, Володимир Дереча — гітара, Олександр Ігнатов — клавішні, Богдан Потопальський — бас, бек вокал, Сергій Красуцький — барабани, бек вокал.
Саме такою командою колектив приступив до створення нових пісень, написання і запис яких тривали до 2012 року. За цей час VITER викристалізував нове звучання, що увібрало себе як попередній досвід, так і нові музичні ідеї. Гурт записував та засемпльовував традиційні українські інструменти (а в одній пісні навіть курку), зробив їх звучання наближеним до електронних синтезованих звуків, додав до музики індустріальних шумів, електронних інструментів та потужних гітарних рифів. Новий запатентований музичний стиль отримав назву «FOLK'N'DUSTRIAL».
Чималу увагу гурт приділяє сценічному шоу, використовуючи різноманітні піротехнічні та інші візуальні ефекти. Вдало дебютувавши на найпотужнішому українському рок-фестивалі GLOBAL EAST ROCK FESTIVAL у 2011 році, гурт отримав ще більшу симпатію аудиторії. Один із феєричних моментів у виступі гурту — вибух двометрового фонтану іскор із величезного рогу у руках вокаліста.

### «Springtime»
Перший повноформатний альбом VITER отримав символічну назву «Springtime». До альбому ввійшло 10 цілком нових композицій. Промо-кампанія у підтримку диску стартувала на початку літа 2012 року — починаючи з червня на сайті гурту щотижнево публікуються одна-дві композиції у вигляді інтернет-синглів, кожна з яких має персональну концептуальну обкладинку.
Одразу після запису диску гурт зняв відео кліп на пісню «For the Fire» із альбому «Springtime». Для цього гурт орендував старовинний львівський палац Сапег, 1867 року будівництва, у якому відбулись зйомки основної частини кліпу.
У липні 2012 року, невдовзі після виходу альбому, на офіційному сайті VITER був презентований кліп на пісню «For the Fire». Режисером відео виступив Олександр Кулік, вже відомий своєю роботою із українськими рок та поп гуртами.
Наприкінці осені гурт покидає ударник Сергій Красуцький, його місце займає Олександр Шелест.

## Учасники
Теперішні
- Юліан Мицик — вокал, народні інструменти
- Святослав Адепт — гітара, бек вокал, народні інструменти
- Володимир Дереча — гітара
- Богдан Потопальський — бас, бек вокал
- Олександр Ігнатов — клавішні
- Олександр Шелест — ударні

Колишні
- Олександр «Volkovlad» Яремчук — гітара
- Олег Біблий — клавішні (засновник Suncrown)
- Андрій «Tur» Копильчак — ударні
- Андрій Гордійчук — ударні
- Сергій Красуцький — ударні, бек вокал

## Дискографія

### Альбоми
- 2012 — Springtime
- 2013 — Весна

### EP
- 2010 — Dzherelo
- 2011 — Diva Ruzha (міні-альбом)

### Сингли
- 2012 — Wool Fish Love
- 2012 — The Night Is So Moonlit
- 2012 — Marichka
- 2012 — Diving Deep
- 2012 — For the Fire
- 2012 — Cold and Frozen
- 2012 — Viter
- 2012 — Day Eats Day
- 2012 — Two Colors

## Кліпи
- Dzherelo (2010)
- For The Fire (2012)
- Marichka (2013)